# M1134 Stryker

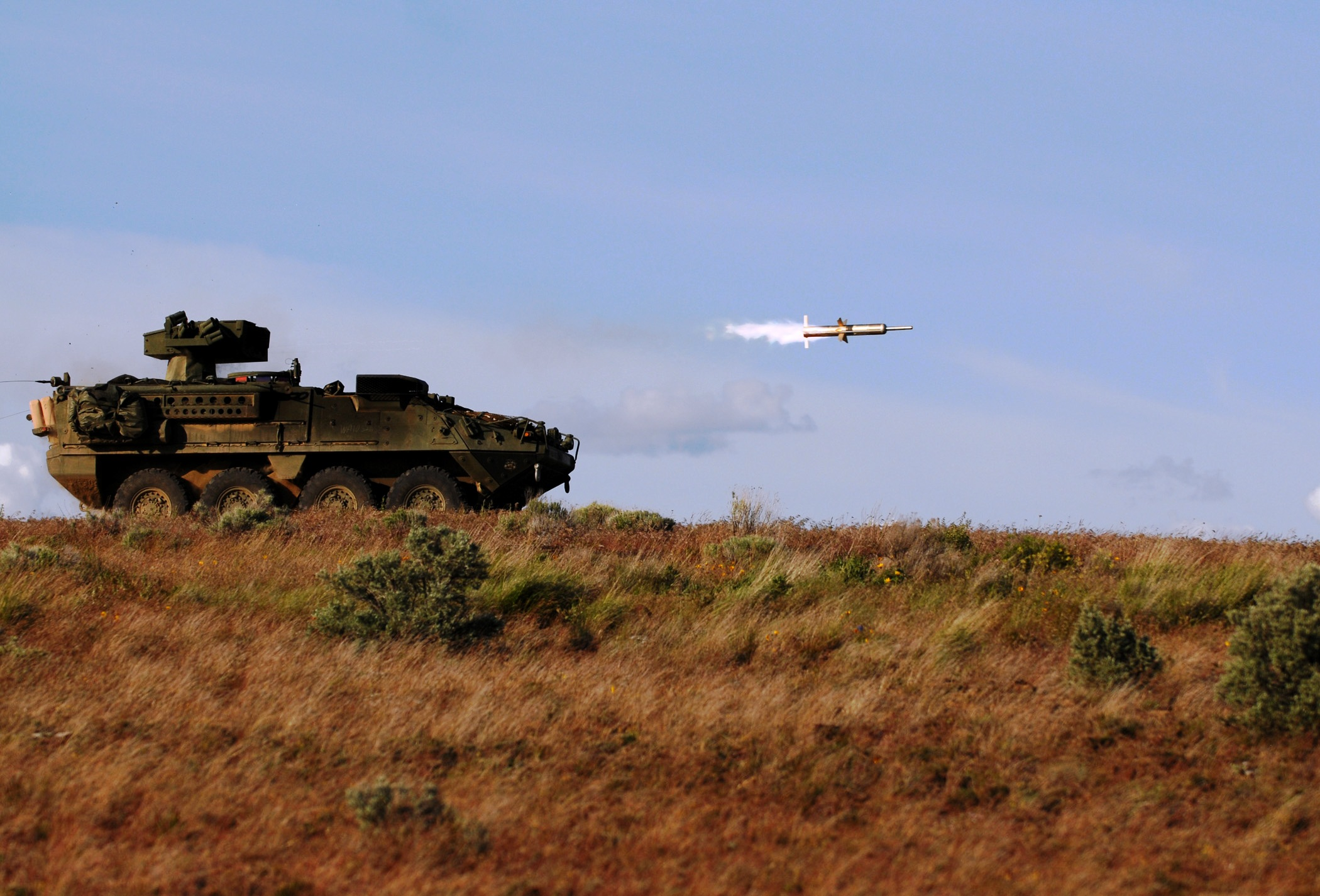
M1134 Stryker 2-ї піхотної дивізії здійснює пуск протитанкової ракети «TOW». 28 травня 2011

M1134 «Страйкер» (англ. M1134 Anti-Tank Guided Missile Vehicle) — самохідний протитанковий ракетний комплекс виробництва США.
M1134 Anti-Tank Guided Missile Vehicle (ATGM) належить до сімейства бойових машин «Страйкер» й призначений для боротьби з танками, бойовими машинами та іншими броньованими об'єктами противника.